# Беса (футбольный клуб, Печ)
«ФК Беса Печ» (алб. Klubi Futbollistik Besa Pejë) — косовский футбольный клуб из города Печ. Выступает в косовской Суперлиге, главной по уровню в системе футбольных лиг Косова. Домашние матчи команда проводит на стадионе Шахин Хаджиислами, вмещающем около 8 500 зрителей.

## История

### Начальные годы (1923—1945)
Текущий клуб, как полагают футбольные историки является преемником различных футбольных и спортивных клубов, действовавших в городе Печ с 1923 года, когда был создан первый футбольный клуб в городе — «Бехари I Ри». В 1924 году в городе появился новый клуб с названием «Гайрет Печ», расформированный властями Югославии из-за обвинений в албанском национализме. Другими клубами, созданными в Пече в это время были — «Зелени Венац» в 1925, «Тарабош» в 1927, «Дукагини» в 1928, «Раднички» в 1930, «Будучност» в 1935 и Ардьмериа Печ в 1941 году. До Второй мировой войны клубы из Печа соревновались только в товарищеских турнирах, поскольку ни один из клубов не был членом профессиональных лиг. Клуб, представляющий город в 1942 году, соревновался в чемпионате Албании, но чемпионаты, проведённые в военный период в Албании не признаются Федерацией футбола Албаний.

### В составе Югославии (1945—1991)
После окончания Второй мировой войны футбол в Пече и в остальной части Косова стал динамично развиваться, и вскоре в Косово начал проводиться профессиональный чемпионат. Доминирующим клубом после войны стала «Будучност», поддерживаемая югославскими властями. Также в это время активно участвовала в чемпионате команда из Печа «Пермарими», вскоре расформированная из-за обвинений в национализме. Другими клубами активно участвовавшими в чемпионате были — «Друрит» и «Кристал», игравшими в чемпионате с 1973 по 1990 год. В 1974 году был создан первый клуб с названием «Беса», в переводе с албанского означающий «вера». Другие клубы, представлявшие город, были сформированы работниками разных сфер: «Буйкьесор» — сельского хозяйства, «Аутопьесеве» — автомобильной промышленности, «Лекур-Кепуцеве» — лёгкой промышленности, и «Удьэтареве» — ремонтниками судов.

### Во время Югославских войн (1991—1998)
В 1990-х годах в Югославии широко распространилось межэтническая напряжённость. В 1991 году на общем собрании ведущих клубов города Печ («Беса», «Будучност» и «Кристал») было решено объединить эти три клуба и участвовать под названием «Беса» в чемпионате Косова, организованном Федерацией футбола Косова. Чемпионат был ограничен несколькими матчами и был сыгран в отдалённых деревнях, так как стадионы были собственностью югославских клубов. До 1996 года чемпионат Косова проводился в два этапа. В первом этапе клубы делились на 4 группы и во втором этапе победители групп определяли чемпиона. В 1997 году чемпионат Косова не проводилась из-за войны в Косово.

### После войны (1999 — по н.в.)
Война в Косово приостановила развитие футбола в Косово, в том числе развитие клуба из Печи. После войны клуб полагался на добровольную и безвозмездную помощь жителей города. В 2003 году у клуба появился первый спонсор — пивоваренный завод «Бирра Печ».

## Достижения
- Чемпион Косова (8): 1961/62, 1965/66, 1977/78, 1988/89, 1997/98, 2004/05, 2005/06, 2006/07
- Обладатель Кубка Косова (3): 2004/05, 2010/11, 2014
- Обладатель Суперкубка Косова (1): 2004/05